# Bastion Road
Bastion Road – stadion piłkarski znajdujący się w Prestatyn w Walii, na którym swoje mecze rozgrywa zespół Prestatyn Town F.C.
Pierwszy mecz na Bastion Road rozegrano w 1969 roku. W lipcu 1995 po modernizacji obiektu odbył się mecz towarzyski, w którym przeciwnikiem Prestatyn Town był Manchester United; spotkanie obejrzało 3200 widzów i jest to rekord frekwencji.